# Imad Faraj
Imad Faraj (Croix, 11 febbraio 1999) è un calciatore francese di origini marocchine e algerine, ala o centrocampista del Neftçi Baku.

## Carriera

### Club
Cresciuto nel settore giovanile del Lille, ha esordito in prima squadra il 20 agosto 2017, nella partita di campionato persa per 0-2 contro il Caen, sostituendo al 59º minuto Thiago Maia. Il 14 settembre rinnova con i mastini fino al 2022.
Il 29 luglio 2019 passa in prestito stagionale al Belenenses.
Terminato il prestito, il 31 luglio 2020 viene ceduto al Mouscron.

### Nazionale
Ha giocato nelle nazionali giovanili francesi Under-16, Under-17, Under-18 ed Under-19.

## Statistiche

### Presenze e reti nei club
Statistiche aggiornate al 7 aprile 2018.
| Stagione        | Squadra         | Campionato      | Campionato | Campionato | Coppe nazionali | Coppe nazionali | Coppe nazionali | Coppe continentali | Coppe continentali | Coppe continentali | Altre coppe | Altre coppe | Altre coppe | Totale | Totale |
| Stagione        | Squadra         | Comp            | Pres       | Reti       | Comp            | Pres            | Reti            | Comp               | Pres               | Reti               | Comp        | Pres        | Reti        | Pres   | Reti   |
| --------------- | --------------- | --------------- | ---------- | ---------- | --------------- | --------------- | --------------- | ------------------ | ------------------ | ------------------ | ----------- | ----------- | ----------- | ------ | ------ |
| 2017-2018       | Lilla           | L1              | 7          | 0          | CF+CdL          | 1+0             | 0               | -                  | -                  | -                  | -           | -           | -           | 8      | 0      |
| Totale carriera | Totale carriera | Totale carriera | 7          | 0          |                 | 1               | 0               |                    | -                  | -                  |             | -           | -           | 8      | 0      |

## Palmarès
- Coppa di Cipro: 1

AEK Larnaca: 2024-2025